# Višnjica (Ilijaš, BiH)
Višnjica je naselje u općini Ilijaš, Federacija Bosne i Hercegovine, BiH.

## Stanovništvo
Nacionalni sastav stanovništva 1991. godine, bio je sljedeći:
ukupno: 42
- Hrvati - 39
- Jugoslaveni - 1
- ostali, neopredijeljeni i nepoznato - 2